# Pátá vláda Davida Ben Guriona
Pátá vláda Davida Ben Guriona, která byla v pořadí sedmou izraelskou vládou, byla vytvořena 3. listopadu 1955 po červencových parlamentních volbách. Šlo o koaliční vládu sestávající ze stran Mapaj, Národní náboženská fronta, Mapam, Achdut ha-avoda a izraelsko-arabských stran Demokratická kandidátka izraelských Arabů, Kidma ve-avoda a Chakla'ut ve-pituach. Předsedou vlády byl David Ben Gurion z nejsilnější strany Mapaj.
Ben Gurion obvinil 17. prosince 1957 ministry z vládní strany Achdut ha-avoda, že tisku vyzradili informace o cestě náčelníka generálního štábu Moše Dajana do Německá spolková republika a požadoval jejich rezignaci. Vláda padla 31. prosince 1957 poté, co Ben Gurion kvůli celé záležitosti rezignoval. Fungovala do 7. ledna 1958, kdy Ben Gurion sestavil svou v pořadí již šestou vládu.

## Seznam členů vlády
| portfej                                   | ministr                                 | strana                    |
| ----------------------------------------- | --------------------------------------- | ------------------------- |
| předseda vlády ministr obrany             | David Ben Gurion                        | Mapaj                     |
| ministr zemědělství                       | Kadiš Luz                               | Mapaj                     |
| ministr rozvoje                           | Mordechaj Bentov                        | Mapam                     |
| ministr školství a kultury                | Zalman Aran                             | Mapaj                     |
| ministr financí                           | Levi Eškol                              | Mapaj                     |
| ministr zahraničních věcí                 | Moše Šaret (do 19. června 1956)         | Mapaj                     |
| ministr zahraničních věcí                 | Golda Meirová (po 3. listopadu 1955)    | Mapaj                     |
| ministr zdravotnictví                     | Jisra'el Barzilaj                       | Mapam                     |
| ministr vnitra                            | Jisra'el Bar Jehuda                     | Achdut ha-avoda           |
| ministr spravedlnosti                     | Pinchas Rosen                           | Progresivní strana        |
| ministr práce                             | Golda Meirová (do 19. června 1956)      | Mapaj                     |
| ministr práce                             | Mordechaj Namir (po 19. červnu 1956)    | Mapaj                     |
| ministr policie                           | Bechor-Šalom Šitrit                     | Mapaj                     |
| ministr poštovních služeb                 | Josef Burg                              | Národní náboženská fronta |
| ministr náboženství ministr sociální péče | Chajim-Moše Šapira                      | Národní náboženská fronta |
| ministr obchodu a průmyslu                | Pinchas Sapir                           | nebyl poslancem           |
| ministr dopravy                           | Moše Karmel                             | nebyl poslancem           |
| ministr bez portfeje                      | Perec Naftali                           | Mapaj                     |
| náměstek ministra zemědělství             | Ze'ev Cur                               | Achdut ha-avoda           |
| náměstek ministra školství a kultury      | Moše Unna (do 31. prosince 1957)        | Národní náboženská fronta |
| náměstek ministra náboženství             | Zerach Warhaftig (do 28. prosince 1957) | Národní náboženská fronta |